# دان كيلي (فنان قتال مختلط)
دان كيلي (بالإنجليزية: Daniel Kelly) هو فنان قتال مختلط أسترالي، ولد في 31 أكتوبر 1977 في ملبورن في أستراليا.

## وصلات خارجية
- دانييل كيلي على موقع الفيدرالية الدولية للجودو (الإنجليزية)
- دانييل كيلي على موقع JudoInside.com (الإنجليزية)
- دانييل كيلي على موقع يو إف سي (الإنجليزية)
- دانييل كيلي على موقع شيردوغ (الإنجليزية)
- دانييل كيلي على موقع قاعدة بيانات المصارعة الدولية (الإنجليزية)
- دانييل كيلي على موقع أوليمبيديا (الإنجليزية)
- دانييل كيلي على موقع اللجنة الأولمبية الأسترالية (الإنجليزية)
- دانييل كيلي على موقع IMDb (الإنجليزية)
- دانييل كيلي على موقع قاعدة بيانات الفيلم (الإنجليزية)